# PGC 1592462
LEDA/PGC 1592462 ist eine Galaxie im Sternbild Herkules am Nordsternhimmel. Sie ist schätzungsweise 401 Millionen Lichtjahre von der Milchstraße entfernt und hat einen Durchmesser von etwa 30.000 Lichtjahren.
Im selben Himmelsareal befinden sich unter anderem die Galaxien PGC 57645, PGC 57692, PGC 57693, PGC 1586620.